# Dovmont de Pskov
Dovmont de Pskov ou Daumontas (en langue russe : Довмонт, en langue biélorusse : Даўмонт), (nom chrétien : Timothée), est un prince de Lituanie né vers 1240 (?) et décédé le 17 mai 1299 ou le 20 mai 1299, réputé pour ses exploits comme chef militaire de la république de Pskov entre 1266 et 1299. C'est sous son gouvernement que Pskov devient de facto indépendante de Novgorod.
Il est également vénéré comme saint par l'Église orthodoxe et est fêté le 20 mai.

## Histoire
Dès 1266, les pskoviens nommèrent Dovmont comme prince de leur ville. Celui-ci fuyait la Lituanie et cherchait refuge à Pskov. Il gouverne la ville pendant 30 ans et il incarne durant ces années l'image idéale du prince pskovien. Les pskoviens lui rendent hommage en faisant de lui leur saint patron.
Les chroniqueurs n'évoquent que les activités militaires qui marquent son règne. Mais la ville de Pskov changea d'apparence durant ce long règne. Dans le bourg de Dovmont il fait construire son palais et quelques églises. C'est lui qui fait ajouter la deuxième enceinte de fortification du Bourg.      

## Icône de la Vierge orante du monastère de la Transfiguration-du-Sauveur de la Miroja
Dovmont est réputé en son temps pour ses talents de chef de guerre, mais l'icône du monastère de la Miroja le fait apparaître dans un autre rôle, avec son épouse, tous deux à côté de la Vierge. Cette icône se trouve aujourd'hui au musée de la ville de Pskov. Son épouse, Maria Dmitrievna, était la petite-fille d'Alexandre Nevsky. Les époux sont représentés comme des donateurs vêtus d'habits princiers de style vieux-russe. L'épouse est une jeune femme alors que Dovmont ressemble déjà à un petit vieillard.      